# براشه (یمن)
 براشه  به عربی ( الَبراشة  )، روستایی است در دهستان المُقَبَنَة از توابع استان حضرموت در کشور یمن در شبه جزیره عربستان.

## جمعیت
جمعیت آن ۹۵ نفر ( ۹ خانوار) می‌باشد.